# Maria Stader
Maria Stader, właśc. Maria Molnár (ur. 5 listopada 1911 w Budapeszcie, zm. 27 kwietnia 1999 w Zurychu) – szwajcarska śpiewaczka operowa pochodzenia węgierskiego, sopran.

## Życiorys
W czasie I wojny światowej straciła rodziców i znalazłszy się pod opieką Czerwonego Krzyża trafiła do Szwajcarii, gdzie została adoptowana przez rodzinę Staderów. Śpiewu uczyła się u Ilony Durigo w Zurychu, Hansa Kellera w Karlsruhe, Gianniny Arangi-Lombardi w Mediolanie i Thérèse Behr-Schnabel w Nowym Jorku. W 1939 roku zdobyła I nagrodę na Międzynarodowym Konkursie Muzycznym w Genewie. Po 1945 roku występowała w Europie, Stanach Zjednoczonych, Japonii i Południowej Afryce, zdobywając sobie uznanie jako interpretatorka ról w operach W.A. Mozarta. W sezonie 1949/1950 występowała w partii Królowej Nocy w Czarodziejskim flecie na deskach Covent Garden Theatre w Londynie. W jej repertuarze znajdowały się także partie solowe m.in. w pasjach Johanna Sebastiana Bacha i Requiem Giuseppe Verdiego. Dokonała licznych nagrań płytowych, m.in. pod batutą Ferenca Fricsaya. W 1969 roku zakończyła karierę sceniczną i podjęła pracę nauczycielki śpiewu w Zurychu.
Opublikowała autobiografię Nehmt meinen Dank (Monachium 1979).